# Dunwich (Suffolk)
Dunwich is een plaats en civil parish in het bestuurlijke gebied Suffolk Coastal, in het Engelse graafschap Suffolk. In 2001 had het 84 inwoners. 

## Geschiedenis

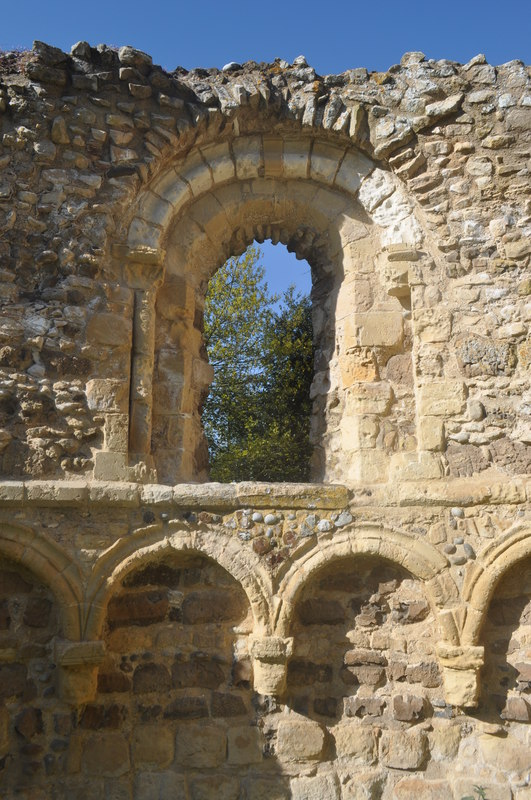
Ruïne van een melaatsen ziekenhuis

In de vroege middeleeuwen was Dunwich de hoofdstad van Koninkrijk East Anglia en had het een van de grootste havens van East Anglia. Volgens het Doomsday Book (1086) telde  Dunwich 8 kerken, 3 kloosters en had het ongeveer 3000 inwoners. Tijdens een grote storm in 1286 werden grote delen van de stad weggeslagen in zee. Sindsdien is steeds meer van de plaats ten gevolge van kusterosie verdwenen. In 2013 zijn alle gebouwen uit die tijd door de Noordzee verzwolgen, behalve de ruïnes van een franciscaner klooster en een melaatsenziekenhuis. 